# E28B (Ecuador)
De E28B of Vía Colectora Quito-Cayambe (Verzamelweg Quito-Cayambe) is een secundaire nationale weg in Ecuador. De weg loopt van de hoofdstad Quito naar Cayambe en is ongeveer 60 kilometer lang.